# Electro
För karaktären i serietidningsbolaget Marvels universum, se Elektro.
Electro, förkortning av antingen electrofunk eller electroboogie, är en genre inom elektronisk dansmusik som är direkt influerad av trummaskinen Roland TR-808 och funksamplingar. Genren fick sitt stora genombrott i början av 80-talet. Artister som var stora inom genren var bland andra Afrika Bambaataa och Mantronix.
Förutom trummaskin används också synthesizers och ibland även sång, då ofta förvrängt genom vocoders och talkboxar.